# 朝鮮國防大學
朝鮮國防大學（：／），又名江界國防大學，位於朝鮮慈江道江界市，是當地的著名學府。1994年，該校物理系被報導從事核武器的研究，但此消息未被證實。